# Grethe Mogensen
Grethe Mogensen (født 25. maj 1937) er en dansk skuespillerinde og sangerinde, som blev udlært på Privatteatrenes Elevskole i 1959 med efterfølgende studierejser til Berlin og Stockholm. Hun har medvirket i en lang række operetter og revyer  i sjove og alvorlige roller. Hun har bl.a. optrådt på Allé Scenen, Det ny Scala, Det ny Teater, Det Danske Teater, Aalborg Teater, Odense Teater, Amager Scenen, Nørrebros Teater og Østre Gasværk Teater.

## Udvalgt filmografi
- Verdens rigeste pige – 1958
- Kærlighedens melodi – 1959
- Pigen i søgelyset – 1959
- Gøngehøvdingen – 1961
- Bussen – 1963
- Flagermusen – 1966
- Gift – 1966
- Tro, håb og kærlighed – 1984
- Klinkevals – 1999
- Hund og kat imellem – 2001, Sophie (dansk stemme)
- Vaiana – 2016, Bedstemor Tala (dansk stemme)